# 新端川駅
新端川駅（シンダンチョンえき）は朝鮮民主主義人民共和国咸鏡南道端川市に位置する朝鮮民主主義人民共和国鉄道省平羅線の駅である。

## 歴史
- 1927年12月1日：龍崗駅として開業[1]。
- 日時不明：新端川駅に改称。